# Next Generation Adelaide International 2007
Il Next Generation Adelaide International 2007 è stato un torneo di tennis giocato sul cemento.
È stata la 31ª edizione del Next Generation Adelaide International,
che fa parte della categoria International Series nell'ambito dell'ATP Tour 2007.
Si è giocato ad Adelaide in Australia dal 31 dicembre 2006 al 6 gennaio 2007.

## Campioni

### Singolare
Novak Đoković ha battuto in finale  Chris Guccione con il punteggio di 6–3, 6(6)–7, 6–4

### Doppio
Wesley Moodie /  Todd Perry hanno battuto in finale  Novak Đoković /  Radek Štěpánek con il punteggio di 6–4, 3–6, [15-13]